# Auf den Flügeln bunter Träume
Auf den Flügeln bunter Träume, pubblicato nel 1977, è un album della cantante italiana Milva.

## Tracce

### Seite 1
1. Auf den Flügeln bunter Träume
2. Johnny, wenn du Geburtstag hast
3. Ich steh' im Regen
4. Tango notturno
5. Zwischen heute und morgen
6. Liebe ist ein Geheimnis

### Seite 2
1. Sing, Nachtigall, sing
2. Auch du wirst mich einmal betrügen
3. Tiefe Sehnsucht
4. Die Worte, die aus Liebe man spricht
5. Good Night (Reich mir zum Abschied noch einmal die Hände)
6. Lili Marleen

Arrangiamenti di Gino Negri.
Consulenza artistica: Otto Draeger.
Grafica: F. Froeb.